# Skuderløse
Skuderløse er en landsby på Sydsjælland med 207 indbyggere  (2025), beliggende i Teestrup Sogn og Faxe Kommune, 8 kilometer sydvest for Haslev og 15 kilometer nord for Næstved. Landsbyen hører til Region Sjælland. I Skuderløse ligger et forsamlingshus og en autoværksted.
Den huser også Brdr. Christensen ApS (tidligere BFC, Brdr. Christensens Ventiler ApS og Brdr. Christensens Haner A/S), der startede startede med tørvegravning og briketfremstilling i 1942 og i dag er et sværindustrielt metalstøberi og maskinfabrik, med ca. 150 ansatte. Fabrikken har tidligere (i 1950'erne) fremstillet knallerter under mærket BFC, hvis model i folkemunde blev kaldt "røvskubber". Byens nu afdøde mæcen, fabriksejer Charles Christensen, ejede også Tærø og etablerede nord for Skuderløse en landingsbane, der benyttedes til flyvninger til og fra Tærø.

## Demografi
Pr. 1. januar
| År   | Antal |
| ---- | ----- |
| 1976 | 236   |
| 1981 | 204   |
| 1986 | 205   |
| 1990 | <200  |
| 1996 | 204   |
| 2000 | 205   |
| 2004 | 207   |
| 2008 | 210   |
| 2009 | 206   |
| 2010 | 222   |
| 2011 | 220   |
| 2012 | 200   |
| 2015 | 207   |